# Llista d'estats visitats pels membres del Govern de Catalunya a l'exili

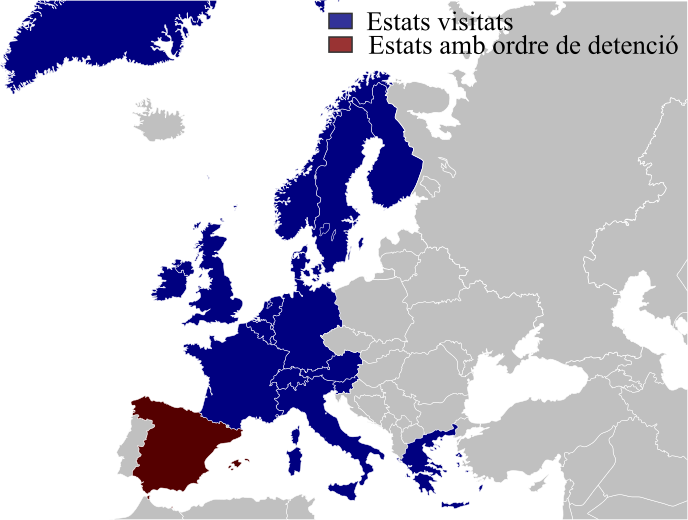
Blau: Estats visitats pels membres del Govern Català a l'exili (maig de 2019); Vermell: Estats amb ordre de detenció (Espanya; maig de 2019)

Poc després que el fiscal general de l'Estat espanyol, José Manuel Maza, anunciés el 30 d'octubre la presentació d'una querella davant l'Audiència Nacional per rebel·lió, sedició i malversació Carles Puigdemont, president de la Generalitat, i la resta del Govern de la república proclamada al Parlament el divendres anterior, així com una altra querella davant el Tribunal Suprem espanyol contra la Mesa del Parlament, es va saber que el president Carles Puigdemont es trobava a Brussel·les, acompanyat d'alguns consellers. Aquests consellers foren Toni Comín, Meritxell Serret, Clara Ponsatí i Lluís Puig.
El mateix dia, l'Audiència Nacional va citar a declarar el president Carles Puigdemont i tots els seus consellers dijous a les nou del matí i divendres a Madrid. L'advocat de Puigdemont a Bèlgica, Paul Bekaert, va dir que el president català no es presentaria a l'Audiència espanyola atès que no creia que hi hagués garanties per rebre un judici just. El 5 de novembre, Puigdemont i els consellers Meritxell Serret, Toni Comín, Lluís Puig i Clara Ponsatí es van presentar a una comissaria belga en presència dels seus advocats i es van posar a disposició de les autoritats belgues, «amb la voluntat de no eludir l'acció de la justícia sinó simplement defensar-se en un procés just i imparcial». El jutge d'instrucció de Brussel·les el va deixar en llibertat provisional juntament amb els quatre consellers que eren a la capital belga, i va afirmar en la seva interlocutòria que «la presó preventiva hauria causat danys irreparables».
El dia 14 el jutge belga s'havia de pronunciar sobre la petició d'extradició, però el 5 de desembre, el jutge Pablo Llarena va retirar l'ordre europea de detenció, però no pas l'ordre de detenció espanyola, de manera que, en cas que tornessin a Catalunya, podrien ser immediatament detinguts. Es va interpretar que el jutge espanyol no volia que la justícia belga decidís sobre la situació de Puigdemont i els altres quatre consellers destituïts, i evitar així que només se'ls jutgés per un delicte de malversació i no per sedició i rebel·lió, que no existeixen a Bèlgica.
Malgrat la gravetat dels delictes dels quals se'ls acusava a Espanya, els exiliats tingueren llibertat de moviments per Europa al no ser reclamats per la justícia. Aquests són els països que visitaren sense ser reclamats ni retinguts durant les seves primeres visites:
| País visitat  | Bandera estat                | Primeres visites                                                        | Ciutat o Regió           | Observacions |
| ------------- | ---------------------------- | ----------------------------------------------------------------------- | ------------------------ | --- |
| Alemanya      | Alemanya · Unió Europea      | 19/03/2018 25/03/2018                                                   | Múnic Schleswig-Holstein | La consellera Clara Ponsatí va piular una imatge del metro de Múnic on hi apareixia reflectida. Carles Puigdemont fou retingut a Alemanya el en resposta a l'euro-ordre dictada per Espanya. La justícia d'Schleswig-Holstein el 05/04/2018 va resoldre que no seria extradit pel delicte de rebel·lió i va deixar-lo en llibertat sota fiança. |
| Àustria       | Àustria · Unió Europea       | 18/03/2018                                                              | Sant Florian             | La consellera Clara Ponsati va viatjar a Àustria a participar en unes jornades sobre l'autodeterminació. |
| Bèlgica       | Bèlgica · Unió Europea       | 30/10/2017- actualitat                                                  | Brussel·les Waterloo     | Residència permanent de Carles Puigdemont i altres consellers. |
| Dinamarca     | Dinamarca · Unió Europea     | 22/01/2018                                                              | Copenhaguen              | Carles Puigdemont va assistir-hi per a participar en un debat a la Universitat de Copenhaguen |
| Finlàndia     | Finlàndia · Unió Europea     | 22/03/2018                                                              | Hèlsinki                 | Carles Puigdemont va visitar el Parlament de Finlàndia a Hèlsinki, on seguí la sessió plenària i es reuní amb diversos diputats. |
| França        | França · Unió Europea        | 05/01/2019 i desembre de 2019                                           | Perpinyà i Estrasburg    | Lluís Puig va assistir a la presentació del Consell de la República a Perpinyà. Puig afirmà que la seva visita «era la manera de portar l'agraïment del president Puigdemont i de la resta del govern a la gent de la Catalunya Nord» i que «sentia la necessitat de tornar a trepitjar terres catalanes». Carles Puigdemont i Toni Comín assisteixen per primer cop al Parlament Europeu per recollir l'acreditació temporal com a eurodiputats, i més tard com a eurodiputats de ple dret. |
| Grècia        | Grècia · Unió Europea        | 10/04/2019                                                              | Atenes                   | Clara Ponsatí va comunicar que havia visitat Atenes. |
| Irlanda       | Irlanda · Unió Europea       | 29/01/2019-30/01/2019                                                   | Dublín                   | Carles Puigdemont va visitar el senat irlandès, on va fer una conferència i també la Universitat Trinity College on també participà en un acte. També es va reunir amb l'exprimer ministre irlandès Bertie Ahern i amb l'alcalde de Dublín. |
| Itàlia        | Itàlia · Unió Europea        | 13/04/2019, maig de 2019, 22/09/2021-27/09/2021 i 03/10/2021-04/10/2021 | L'Alguer i Venècia       | Lluís Puig va visitar l'Alguer on va realitzar diverses activitats a la zona. Toni Comín i Clara Ponsatí van viatjar a Venècia el maig de 2019 per a visitar la biennal. El 23 de setembre de 2021, el president de la Generalitat de Catalunya a l'exili i actual eurodiputat català Carles Puigdemont fou detingut a l'aeroport de l’Alguer per la policia italiana tot just després de baixar de l’avió amb què viatjava des de Brussel·les acompanyat de Toni Comín i també de Clara Ponsatí, que havia arribat el dia anterior. Els consellers no van ser arrestats ja que la detenció s'efectuà arran d'una euroordre del Tribunal Suprem espanyol emesa el 2019, només cap al Carles Puigdemont. El motiu del viatge era reunir-se amb autoritats alguereses i independentistes sardes i alhora assistir a l'Aplec internacional d'Adifolk que va tenir lloc a la "Barceloneta de Sardenya" entre el 24 i 26 de setembre. Passà a la nit a la presó i el dia següent el jutge, seguint la posició de la fiscalia italiana, el va posar en llibertat sense cap mesura cauteral i que només haurien d'assistir presencialment a la vista oral prevista el 4 d'octubre al tribunal de Sàsser, Finalment, el dia 4 d'octubre, després de prendre declaració durant dues hores al president a l'exili Carles Puigdemont, el tribunal d'apel·lació de Sàsser va dictaminar posar en suspens sine die el procediment d'extradició a l'espera de la resolució del TGUE. |
| Luxemburg     | Luxemburg · Unió Europea     | 23/02/2018                                                              | Ciutat de Luxemburg      | Lluís Puig va visitar Luxemburg amb la intenció de «treballar per la cultura i el país». |
| Noruega       | Noruega · EFTA               | 12/02/2019                                                              | Bergen                   | Clara Ponsatí va visitar Bergen on va realitzar una conferència coincidint amb l'inici del judici del procés. |
| Països Baixos | Països Baixos · Unió Europea | 04/02/2018 02/10/2018-03/10/2018                                        | Àmsterdam                | El conseller Puig Gordi va visitar Països Baixos i va ironitzar sobre el fet que no li van registrar el maleter del vehicle en passar la frontera. Carles Puigdemont també va visitar Àmsterdam on va realitzar una conferència i una entrevista a la Universitat d'Àmsterdam. |
| Regne Unit    | Regne Unit · Unió Europea    | 10/03/2018 - actualitat                                                 | St Andrews Londres       | Residència permanent de Clara Ponsatí, on es reincorporà a la seva plaça de la Universitat de Saint Andrews, a Escòcia. Carles Puigdemont també va desplaçar-se fins a Londres on va visitar el Parlament Britànic. |
| Suècia        | Suècia · Unió Europea        | 24 o 25/03/2018                                                         | Malmö                    | Carles Puigdemont creuà el país de retorn cap a Bèlgica després de visitar Finlàndia. |
| Suïssa        | Suïssa · EFTA                | 17/03/2018 - 20/03/2018                                                 | Ginebra                  | Carles Puigdemont va assistir-hi per a participar en l'acte del Festival de Cinema i Fòrum de Drets Humans de Ginebra. També va assistir al debat sobre la vulneració de drets humans a Catalunya al Palau de les Nacions Unides. |